# Трихиевые
Три́хиевые (лат. Trichiáceae, также Trichiídae) — семейство миксомицетов одноимённого порядка Трихиевые (Trichiales). 6 родов, 78 видов (2013).

## Биологическое описание
Споровместилища — плазмодиокарпы или спорангии (иногда псевдоэталии). Спорангии различной формы: округлые, цилиндрические или булавовидные, могут быть приподняты на ножке, у некоторых представителей неправильной формы, одиночные или в группах.
Капиллиций представляет собой сеть из ветвящихся волокон либо множество отдельных нитей. Нити капиллиция полые. Имеют различную орнаментацию (спиралевидные или кольцевидные утолщения, шипики, сеточка); иногда гладкие. Типичен капиллиций из изолированных нитей со спиральными утолщениями.
Споры обычно ярко-жёлтые в массе, у некоторых представителей — красные или бурые.
Роды семейства различают в основном по признакам капиллиция и перидия. Границы некоторых родов, как и самого семейства, несколько размыты.

## Представители
Список родов по состоянию на 2013 год:
- Calonema Morgan, 1893 — 5 видов;
- Hemitrichia Rostaf., 1873, nom. cons. — Гемитрихия — 26 видов;
- Metatrichia Ing, 1964 — Метатрихия — 6 видов;
- Oligonema Rostaf., 1875 — Олигонема — 7 видов;
- Prototrichia Rostaf., 1876 — 1 вид;
- Trichia Haller, 1768 — Трихия — 33 вида.